# Dolní Bolíkov
Dolní Bolíkov (německy Wölking) je malá vesnice na jihozápadní Moravě, část obce Cizkrajov v okrese Jindřichův Hradec v Jihočeském kraji. Leží zhruba 4,5 kilometru severně od Slavonic v nadmořské výšce 479 metrů, po obou stranách Bolíkovského potoka, který se po pěti kilometrech vlévá z pravé strany do Moravské Dyje.
V Dolním Bolíkově dříve žilo převážně německé obyvatelstvo s českou a židovskou menšinou, po roce 1945 byli němečtí obyvatelé nuceně vysídlení a na jejich místo přišli čeští obyvatelé z vnitrozemí.

## Historie
Ves je v historických pramenech poprvé uváděna v roce 1358. Podle lánového rejstříku bylo ve vsi před třicetiletou válkou 24 usedlostí. Tři mlýny jsou na Bolíkovském potoce ve vsi uváděny v pramenech již v roce 1368, zde je také zmínka o tvrzi. V roce 1600 je doložena písemně i existence papírny, postavené v druhé polovině 16. století, která byla později - po polovině 19. století přestavěna na mlýn. Byla to podle historiků jedna z nejstarších papíren na Moravě.
V roce 1810 byly v lese severozápadně od obce na Bolíkovském potoce založeny železárny. Jako palivo používaly dřevěné uhlí produkované v okolních lesích a železnou rudu dovážely z ložisek nedaleko Moravských Budějovic. V té době patřily mezi nejvýznamnější železárny na Moravě. Provoz byl v sedmdesátých letech 19. století zastaven po vyčerpání zásob rudy. V lokalitě jsou zachovány zbytky kamenného zdiva. V okolí je možné vidět zbytky zvláštní modré strusky zvané šmelc. Modré zabarvení strusky je dané použitím dřevěného uhlí při tavbě rudy.
V obci na Bolíkovském potoce působila od druhé poloviny 16. století do poloviny 19. století papírna, jedna z nejstarších na Moravě, která zanikla po polovině 19. století a byla přeměněna na mlýn. V zámečku severně od obce byla zřízena v první polovině 19. století chemická výrobna, kde se vyráběla např. kyselina sírová kyselina olověná a další chemikálie. V roce 1900 byl ve vsi i c. k. poštovní úřad. Obec byla elektrifikována připojením na síť ZME Brno v roce 1930, osada Nová Ves, která v té době k obci patřila, potom v roce 1931.
Dolní Bolíkov po osvobození v květnu 1945 náležel pod Okresní národní výbor v Dačicích a v jeho rámci od roku 1949 pod nově vzniklý Jihlavský kraj. Toto uspořádání trvalo až do poloviny roku 1960, kdy byl Dolní Bolíkov s moravským Slavonickem po územní reorganizaci začleněn pod správní okres Jindřichův Hradec a Jihočeský kraj. Po zrušení Okresního úřadu v Jindřichově Hradci spadá od roku 2003 pod pověřený Městský úřad v Dačicích v samosprávném Jihočeském kraji.

## Obyvatelstvo
| Rok            | 1869 | 1880 | 1890 | 1900 | 1910 | 1921 | 1930 | 1950 | 1961 | 1970 | 1980 | 1991 | 2001 | 2011 | 2021 |
| -------------- | ---- | ---- | ---- | ---- | ---- | ---- | ---- | ---- | ---- | ---- | ---- | ---- | ---- | ---- | ---- |
| Počet obyvatel | 364  | 396  | 345  | 339  | 285  | 308  | 271  | 231  | 223  | 173  | 130  | 96   | 90   | 78   | 86   |
| Počet domů     | 87   | 79   | 79   | 77   | 75   | 74   | 71   | 73   | 52   | 52   | 45   | 56   | 58   | 61   | 62   |

## Obecní správa
Při sčítání lidu v letech 1850–1959 Dolní Bolíkov byl samostatnou obcí v okrese Dačice. Od roku 1960 je částí obce Cizkrajov v okrese Jindřichův Hradec. V letech 1850–1959 k obci patřila Nová Ves.

## Doprava
Vesnicí vede silnice II/406 a podél jejího východního okraje také železniční trať Kostelec u Jihlavy – Slavonice, na které se nachází zastávka Dolní Bolíkov.

## Škola
V 19. století v rámci zdejší židovské obce zde působila židovská škola, která zanikla ve druhé polovině 19. století. Expozitura české obecné školy byla v obci zřízena ve třicátých letech 20. století, neboť pro její zřízení byl v té době dostatečný počet českých žáků a vhodné prostory. Po okupaci pohraničí na podzim roku 1938 však zanikla a po roce 1945 již nebyla obnovena.

## Pamětihodnosti
- Zbytky tvrze Dolní Bolíkov připomínané již v roce 1358
- Kaple svatého Jana Nepomuckého pozdně klasicistní stavba na horním konci návsi ze druhé čtvrtiny 19. století
- Socha svatého Jana Nepomuckého na návsi z první poloviny 18. století
- Kamenný kříž na návsi z roku 1884
- Vodní mlýn
- Synagoga zbořená kolem roku 1900
- Židovský hřbitov z konce 18. století při cestě do Vlastkovce

## Fotogalerie

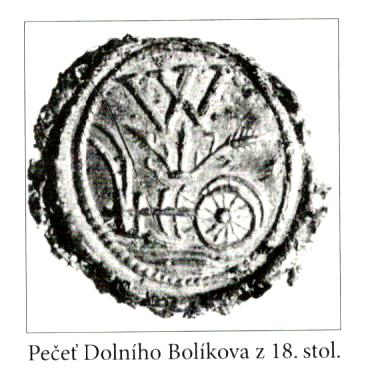
Pečeť obce
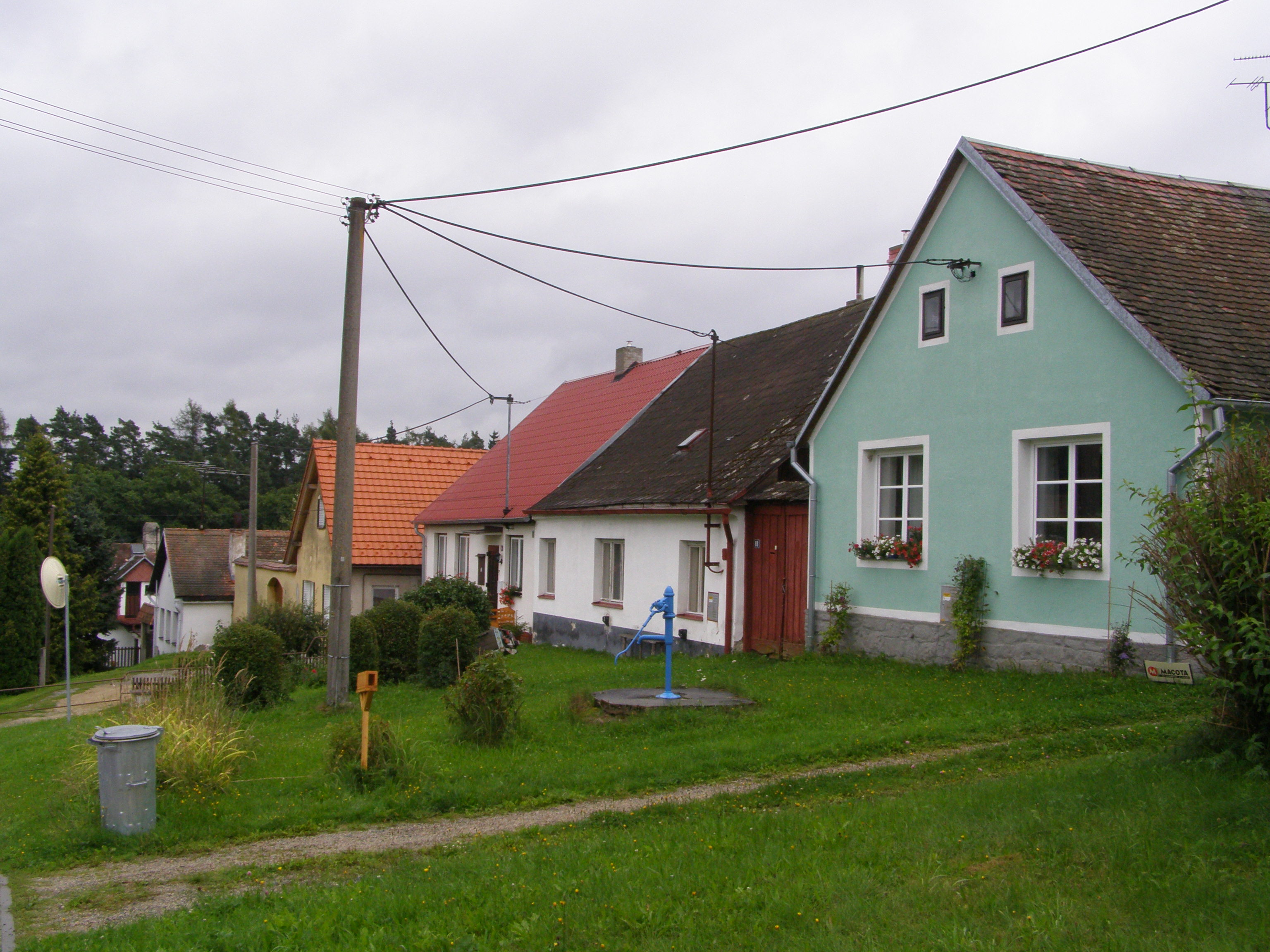
Domy na návsi
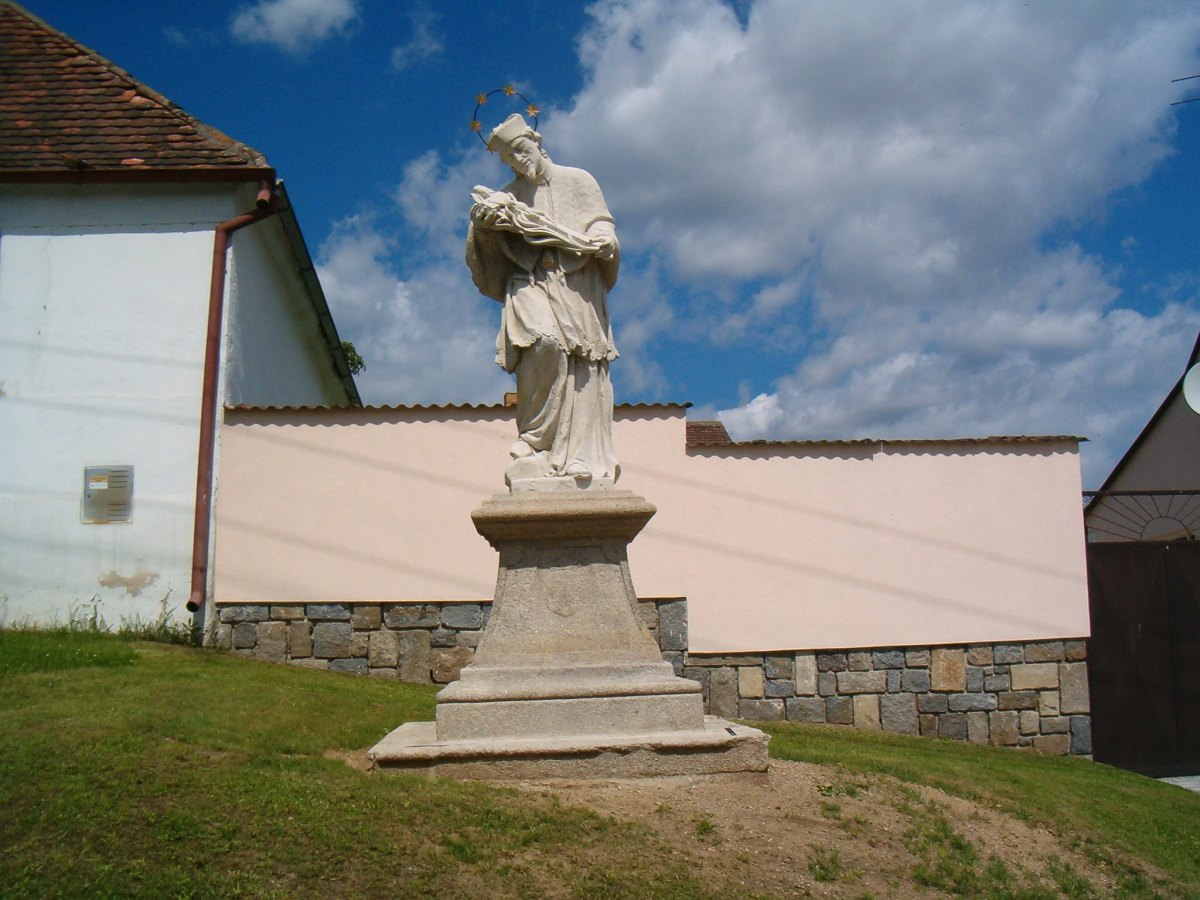
Socha svatého Jana Nepomuckého na návsi
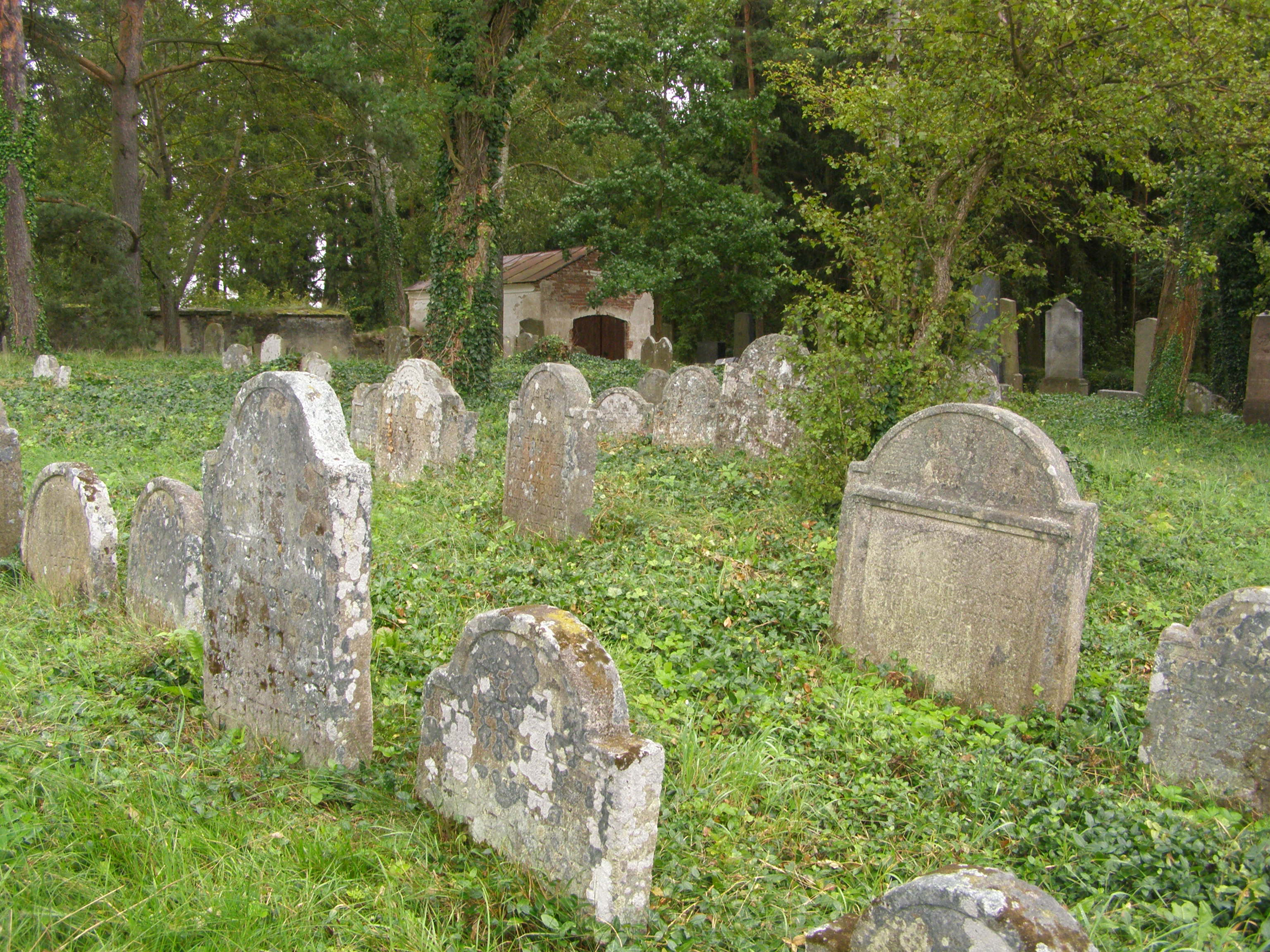
Židovský hřbitov
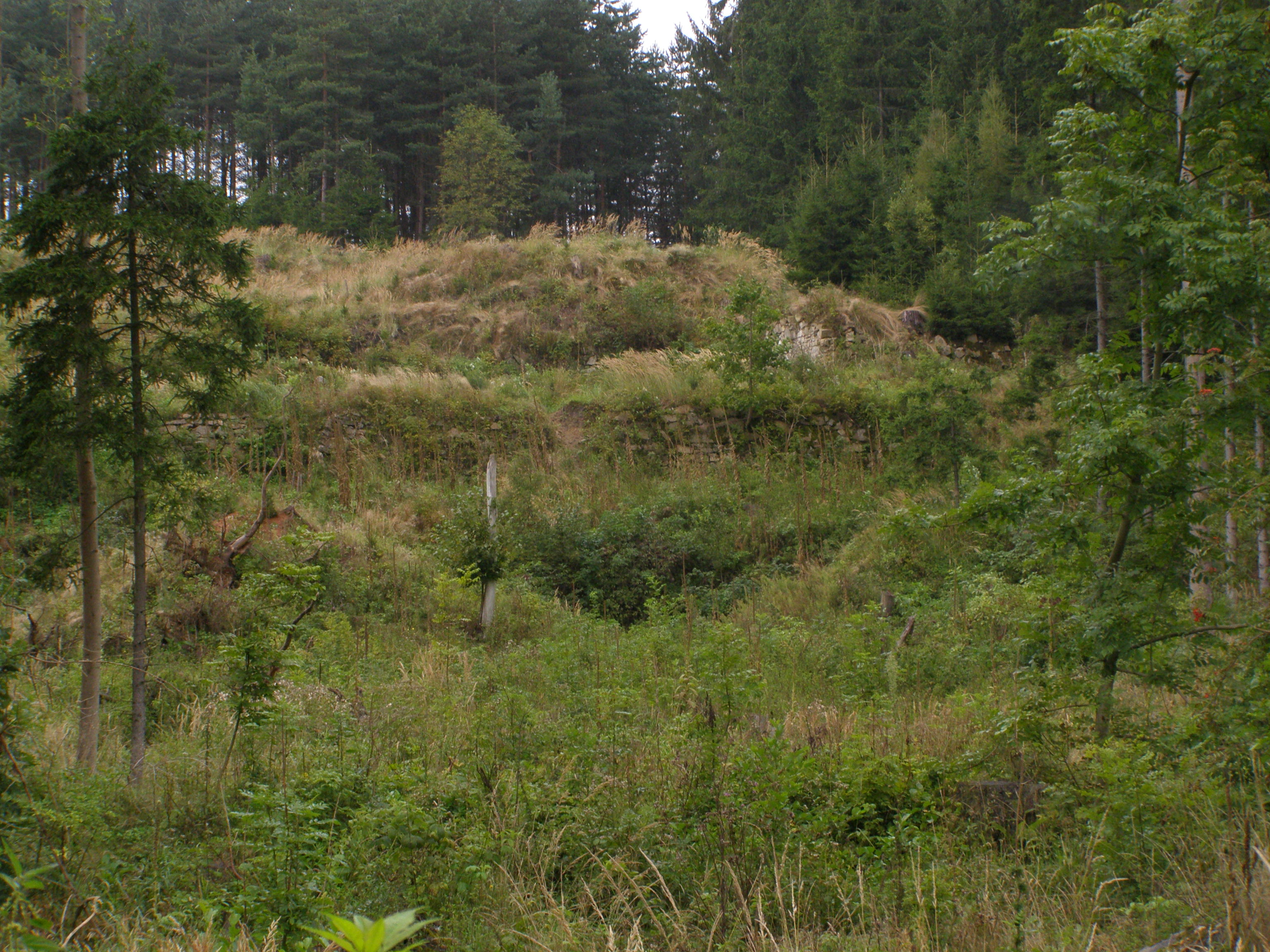
Zřícenina železáren
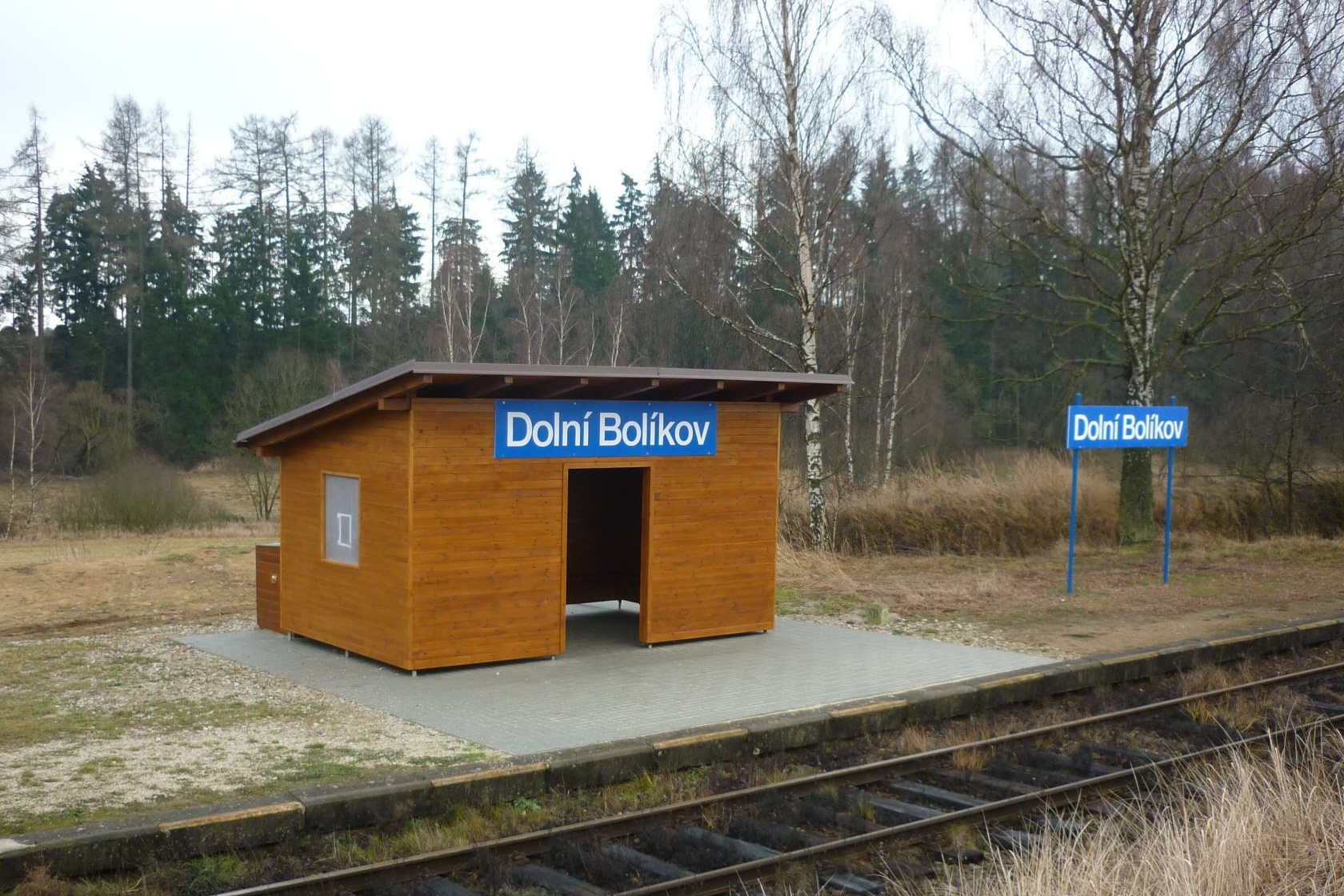
Železniční zastávka